# Henry Cheffer
 (août 2025).
Henry Lucien Cheffer, né le 30 décembre 1880 à Paris (6e) et mort dans cette même ville (7e) le 3 mai 1957, est un peintre et graveur français. Il est l'auteur de timbres-poste et de billets de banque.

## Biographie
Sa grand-mère, Thérèse Cheffer, était la sœur de Marie Cheffer, mère d'Auguste Rodin.
Sorti de l'École des beaux-arts de Paris où il fut l'élève de Léon Bonnat et de Jean Patricot, il est lauréat du prix de Rome en gravure de 1906. Sociétaire du Salon des artistes français, il expose exclusivement dans ce salon. Il illustre des livres et collabore durant vingt-cinq pour L'Illustration. Les banques françaises d'Algérie et de Tunisie, des Pays-Bas et des Indes néerlandaises font appel à lui pour la conception graphique de leurs billets.
En 1911, il grave son premier timbre. Il travaille pour la Perse, la Belgique (dont le timbre à l'effigie d'Albert Ier en tenue de soldat), le Luxembourg, le Danemark et l'Espagne, avant d'être engagé dans des projets pour les postes françaises en 1929. Ses deux premiers timbres français ont été : Le port de La Rochelle et Le Pont du Gard ; beaucoup de ses timbres ont eux aussi porté des sujets touristiques. En 1931, il dessina des projets de timbres pour l'Exposition coloniale internationale de 1931 : une scène typique par colonie. Mais, ils ont été refusés au profit de deux motifs seulement. En 1933, il voit émettre son Aristide Briand imprimé en typographie.
En 1954, son projet de Marianne pour le timbre d'usage courant est refusé. Après sa mort, ce projet a été choisi finalement en 1967, c'est la Marianne de Cheffer.

## Œuvres

### Aquarelles
- La cale du port de Douarnenez
- Le port. Soleil couchant
- Le pardon de saint Vandame
- Le calvaire de Sainte-Marie du Ménez-Hom
- La rue Monte-au-ciel, à Douarnenez
- Sur le quai du port de Tréboul. Le poste des douaniers
- Tréboul. Le port

Ces six aquarelles précitées sont reproduites dans la revue L'Illustration no 4393 du 14 mai 1927.

### Illustrations
- Pasteur Vallery-Radot, Pour la terre de France par la douleur et la mort, Paris, société du livre d'art, 1920
- Tharaud, l'Ombre de la croix, Paris, société du livre d'art, 1924
- Avion survolant un aérodrome. L'illustration, n.4267, 13 décembre 1924. L 'aviation. Première page de couverture
- Franc-Nohain, Aux quatre coins de Paris, Société des amis des livres, 1926
- Charles Géniaux, L'océan, Paris. Aux dépens d'un Amateur,1928
- Alphonse de Chateaubriant, la Brière, Paris, édition Piazza, 1932
- Charles Géniaux, La passion d'Armelle Louanais, Paris chez l'artiste, 1933
- Abbé Naudet, la Communauté de l'Hôtel-Dieu de Beaune, chez l'artiste, 1943
- Pierre Loti, Pêcheur d'Islande, Paris, l'édition d'art H. Piazza, , 20 aquarelles, 1945
- Roger Vercel, "Au large d'Eden", Paris, L'édition d'art H. Piazza, 1947
- Émile Verhaeren, Almanach, cahier de vers, Société de Saint Éloy, 1951. Chaque mois de l'année est illustré par un artiste différent : Paul Adrien Bouroux, Paul Baudier, Jean Frélaut, Eugène Corneau, Henry Cheffer, Adolphe Beaufrère, Camille Paul Josso, Pierre-Yves Trémois, Paul Lemagny, Robert Jeannisson, et André Vahl.

## Collections publiques
- Nemours, Château-Musée : Scène de marché en Bretagne, eau-forte, 14,1 x 19,7 cm. 2024.122.1.
- Paris, L'Adresse Musée de La Poste : fonds Cheffer[2]